# Abierto de Estados Unidos 2025
El Abierto de Estados Unidos 2025 será la edición número 145 y el último evento de Grand Slam del año. Se llevará a cabo en canchas duras al aire libre en el Centro Nacional de Tenis Billie Jean King de la USTA en la ciudad de Nueva York desde el 24 de agosto hasta el 7 de septiembre del 2025 , cuyas preliminares se jugarán entre el 18 al 21 de agosto del presente año. Será un evento de la Federación Internacional de Tenis (ITF, por su siglas en inglés) que forma parte del ATP Tour 2025 y del WTA Tour 2025.
Con los campeones defensores individuales en masculinos, Jannik Sinner y en femeninos, Aryna Sabalenka.

## Torneo
El US Open de 2025 será la 145ª edición consecutiva del torneo y tendrá lugar en el Centro Nacional de Tenis Billie Jean King de la USTA en Flushing Meadows–Corona Park of Queens en la ciudad de Nueva York, Nueva York, Estados Unidos. El torneo se jugará en canchas duras y se llevará a cabo en una serie de 15 canchas con superficie Laykold, incluidas las tres canchas principales existentes: el Estadio Arthur Ashe, el Estadio Louis Armstrong y el Grandstand.
El torneo será organizado por la Asociación de Tenis de los Estados Unidos (USTA), supervisado por la Federación Internacional de Tenis (ITF), y parte de los calendarios ATP Tour 2025 (tenistas profesionales masculinos) y WTA Tour 2025 (jugadoras profesionales femeninas) bajo la categoría Grand Slam. El torneo consistió en cuadros de individuales y dobles masculinos y femeninos, ya que los cuadros de individuales permanecen en el formato estándar de 128 personas en cada categoría, ya que ambos sorteos de dobles volvieron al estándar de 64 jugadores.
Una novedad en cuadro principal del torneo, es que se ampliará una jornada más hasta un total de 15 días. Así, arrancará el domingo 24 de agosto y se prolongará hasta el 9 de septiembre, siendo la primera vez desde que comenzó la Era Abierta este torneo empiece ese día de la semana.
Otra novedad importante es que el cuarto Grand Slam del año ha decidido que el torneo de dobles mixtos se celebre durante la semana previa al evento, es decir, de forma simultánea a las fases previas individuales. Además, los torneos de dobles masculino y femenino arrancarán el viernes de la primera semana.

## Puntos y premios

### Distribución de puntos

#### Séniors
| Evento               | G    | F    | SF  | CF  | R16 | R32 | R64 | R128 | C  | C3 | C2 | C1 |
| Individual masculino | 2000 | 1300 | 800 | 400 | 200 | 100 | 50  | 10   | 30 | 16 | 8  | 0  |
| Dobles masculino     | 2000 | 1200 | 720 | 360 | 180 | 90  | 45  | 0    | —  | —  | —  | —  |
| Individual femenino  | 2000 | 1300 | 780 | 430 | 240 | 130 | 70  | 10   | 40 | 30 | 20 | 2  |
| Dobles femenino      | 2000 | 1300 | 780 | 430 | 240 | 130 | 10  | —    | —  | —  | —  | —  |

| Evento           | G   | F   | SF/3ra | CF/4ta |
| Individual       | 800 | 500 | 375    | 100    |
| Dobles           | 800 | 500 | 100    | —      |
| Quad* Individual | 800 | 500 | 100    | —      |
| Quad* Dobles     | 800 | 100 | —      | —      |

| Evento               | G    | F   | SF  | CF  | R16 | R32 | C  | C3 |
| Individual masculino | 1000 | 600 | 370 | 200 | 100 | 45  | 30 | 20 |
| Individual femenino  | 1000 | 600 | 370 | 200 | 100 | 45  | 30 | 20 |
| Dobles masculino     | 750  | 450 | 275 | 150 | 75  | —   | —  | —  |
| Dobles femenino      | 750  | 450 | 275 | 150 | 75  | —   | —  | —  |

### Premios monetarios
| Evento     | G             | F             | SF            | CF          | R16         | R32         | R64         | R128        | C3         | C2         | C1         |
| Individual | 5 000 000 US$ | 2 500 000 US$ | 1 260 000 US$ | 660 000 US$ | 400 000 US$ | 237 000 US$ | 154 000 US$ | 110 000 US$ | 57 200 US$ | 41 800 US$ | 27 500 US$ |
| Dobles     | 1 000 000 US$ | 500 000 US$   | 250 000 US$   | 125 000 US$ | 75 000 US$  | 45 800 US$  | 30 000 US$  | —           | —          | —          | —          |

## Cabezas de serie
Los siguientes son los jugadores cabezas de serie. Los cabezas de serie reales se basarán en las clasificaciones de la ATP y WTA a partir del 18 de agosto de 2025. La clasificación y los puntos corresponden al 25 de agosto de 2025.

### Individual masculino
| N.º | Clasif | Jugador               | Puntos | Puntos por defender | Puntos ganados | Nuevos puntos | Ronda hasta la que avanzó en el torneo |
| --- | ------ | --------------------- | ------ | ------------------- | -------------- | ------------- | -------------------------------------- |
| 1   | 1      | Jannik Sinner         | 11 480 | 2000                | 10             |               | Primera ronda vs.                      |
| 2   | 2      | Carlos Alcaraz        | 9590   | 50                  | 10             |               | Primera ronda vs.                      |
| 3   | 3      | Alexander Zverev      | 6230   | 400                 | 10             |               | Primera ronda vs.                      |
| 4   | 4      | Taylor Fritz          | 5575   | 1300                | 10             |               | Primera ronda vs.                      |
| 5   | 5      | Jack Draper           | 4440   | 800                 | 10             |               | Primera ronda vs.                      |
| 6   | 6      | Ben Shelton           | 4280   | 100                 | 10             |               | Primera ronda vs.                      |
| 7   | 7      | Novak Djokovic        | 4130   | 100                 | 10             |               | Primera ronda vs.                      |
| 8   | 8      | Álex de Miñaur        | 3545   | 400                 | 10             |               | Primera ronda vs.                      |
| 9   | 9      | Karen Khachanov       | 3240   | 10                  | 10             |               | Primera ronda vs.                      |
| 10  | 10     | Lorenzo Musetti       | 3205   | 100                 | 10             |               | Primera ronda vs.                      |
| 11  | 11     | Holger Rune           | 3050   | 10                  | 10             |               | Primera ronda vs.                      |
| 12  | 12     | Casper Ruud           | 2905   | 200                 | 10             |               | Primera ronda vs.                      |
| 13  | 13     | Daniil Medvédev       | 2760   | 400                 | 10             |               | Primera ronda vs.                      |
| 14  | 14     | Tommy Paul            | 2610   | 200                 | 10             |               | Primera ronda vs.                      |
| 15  | 15     | Andrey Rublev         | 2610   | 200                 | 10             |               | Primera ronda vs.                      |
| 16  | 16     | Jakub Mensik          | 2430   | 100                 | 10             |               | Primera ronda vs.                      |
| 17  | 17     | Frances Tiafoe        | 2340   | 800                 | 10             |               | Primera ronda vs.                      |
| 18  | 18     | Alejandro Davidovich  | 2185   | 10                  | 10             |               | Primera ronda vs.                      |
| 19  | 19     | Francisco Cerúndolo   | 2135   | 50                  | 10             |               | Primera ronda vs.                      |
| 20  | 21     | Jiří Lehečka          | 2115   | 100                 | 10             |               | Primera ronda vs.                      |
| 21  | 22     | Tomáš Macháč          | 2110   | 200                 | 10             |               | Primera ronda vs.                      |
| 22  | 23     | Ugo Humbert           | 2085   | 50                  | 10             |               | Primera ronda vs.                      |
| 23  | 24     | Aleksandr Búblik      | 2055   | 10                  | 10             |               | Primera ronda vs.                      |
| 24  | 26     | Flavio Cobolli        | 2040   | 100                 | 10             |               | Primera ronda vs.                      |
| 25  | 27     | Félix Auger-Aliassime | 1945   | 10                  | 10             |               | Primera ronda vs.                      |
| 26  | 28     | Stefanos Tsitsipas    | 1790   | 10                  | 10             |               | Primera ronda vs.                      |
| 27  | 29     | Denis Shapovalov      | 1748   | 10                  | 10             |               | Primera ronda vs.                      |
| 28  |        | Alex Michelsen        | 1525   | 50                  | 10             |               | Primera ronda vs.                      |
| 29  | 30     | Tallon Griekspoor     | 1655   | 100                 | 10             |               | Primera ronda vs.                      |
| 30  |        | Brandon Nakashima     | 1570   | 200                 | 10             |               | Primera ronda vs.                      |
| 31  |        | Gabriel Diallo        |        | 130                 | 10             |               | Primera ronda vs.                      |
| 32  |        | Luciano Darderi       | 1379   | 10                  | 10             |               | Primera ronda vs.                      |

#### Bajas masculinas notables
| Clasif | Jugador         | Puntos | Puntos por defender | Puntos ganados | Nuevos puntos | Motivo                 |
| ------ | --------------- | ------ | ------------------- | -------------- | ------------- | ---------------------- |
| 20     | Arthur Fils     | 2120   | 50                  | 0              | 2070          | Lesión en la espalda.  |
| 25     | Grigor Dimitrov | 2045   | 400                 | 0              | 1645          | Lesión en el pectoral. |

### Individual femenino
| N.º | Clasif | Jugadora              | Puntos | Puntos por defender | Puntos ganados | Nuevos puntos | Ronda hasta la que avanzó en el torneo |
| --- | ------ | --------------------- | ------ | ------------------- | -------------- | ------------- | -------------------------------------- |
| 1   | 1      | Aryna Sabalenka       | 11 225 | 2000                | 10             |               | Primera ronda vs.                      |
| 2   | 2      | Iga Świątek           | 7933   | 430                 | 10             |               | Primera ronda vs.                      |
| 3   | 3      | Cori Gauff            | 7874   | 240                 | 10             |               | Primera ronda vs.                      |
| 4   | 4      | Jessica Pegula        | 4903   | 1300                | 10             |               | Primera ronda vs.                      |
| 5   | 5      | Mirra Andreeva        | 4733   | 70                  | 10             |               | Primera ronda vs.                      |
| 6   | 6      | Madison Keys          | 4699   | 130                 | 10             |               | Primera ronda vs.                      |
| 7   | 8      | Jasmine Paolini       | 4116   | 240                 | 10             |               | Primera ronda vs.                      |
| 8   | 9      | Amanda Anisimova      | 3869   | 10                  | 10             |               | Primera ronda vs.                      |
| 9   | 10     | Elena Rybakina        | 3663   | 70                  | 10             |               | Primera ronda vs.                      |
| 10  |        | Emma Navarro          |        | 780                 | 10             |               | Primera ronda vs.                      |
| 11  |        | Karolína Muchová      | 2838   | 780                 | 10             |               | Primera ronda vs.                      |
| 12  |        | Elina Svitolina       | 2834   | 130                 | 10             |               | Primera ronda vs.                      |
| 13  |        | Ekaterina Alexandrova |        | 130                 | 10             |               | Primera ronda vs.                      |
| 14  | 15     | Clara Tauson          | 2781   | 70                  | 10             |               | Primera ronda vs.                      |
| 15  |        | Daria Kasatkina       | 2361   | 70                  | 10             |               | Primera ronda vs.                      |
| 16  |        | Belinda Bencic        | 2265   | (1)                 | 10             |               | Primera ronda vs.                      |
| 17  |        | Liudmila Samsonova    |        | 240                 | 10             |               | Primera ronda vs.                      |
| 18  |        | Beatriz Haddad Maia   |        | 430                 | 10             |               | Primera ronda vs.                      |
| 19  |        | Elise Mertens         |        | 240                 | 10             |               | Primera ronda vs.                      |
| 20  |        | Diana Shnaider        |        | 240                 | 10             |               | Primera ronda vs.                      |
| 21  |        | Linda Nosková         |        | 10                  | 10             |               | Primera ronda vs.                      |
| 22  |        | Victoria Mboko        | 1834   | (3)                 | 10             |               | Primera ronda vs.                      |
| 23  |        | Naomi Osaka           | 1779   | 70                  | 10             |               | Primera ronda vs.                      |
| 24  |        | Veronika Kudermetova  | 1763   | 10                  | 10             |               | Primera ronda vs.                      |
| 25  |        | Jeļena Ostapenko      | 1720   | 10                  | 10             |               | Primera ronda vs.                      |
| 26  |        | Sofia Kenin           | 1708   | 70                  | 10             |               | Primera ronda vs.                      |
| 27  |        | Marta Kostyuk         | 1656   | 130                 | 10             |               | Primera ronda vs.                      |
| 28  |        | Magdalena Fręch       | 1528   | 10                  | 10             |               | Primera ronda vs.                      |
| 29  |        | Anna Kalinskaya       | 1582   | 130                 | 10             |               | Primera ronda vs.                      |
| 30  |        | Dayana Yastremska     | 1559   | 10                  | 10             |               | Primera ronda vs.                      |
| 31  |        | Leylah Fernandez      |        | 10                  | 10             |               | Primera ronda vs.                      |
| 32  |        | McCartney Kessler     | 1310   | 40                  | 10             |               | Primera ronda vs.                      |

#### Bajas femeninas notables
| Clasif | Jugador      | Puntos | Puntos por defender | Puntos ganados | Nuevos puntos | Motivo                |
| ------ | ------------ | ------ | ------------------- | -------------- | ------------- | --------------------- |
| 7      | Qinwen Zheng | 4553   | 430                 | 0              | 4123          | Lesión en el hombro.  |
| 16     | Paula Badosa | 2564   | 430                 | 0              | 2144          | Lesión en la espalda. |

## Cabezas de serie dobles
| Jugadores    | Jugadores    | Clasif | N.º |
| ------------ | ------------ | ------ | --- |
| Bandera de ? | Bandera de ? |        | 1   |
| Bandera de ? | Bandera de ? |        | 2   |
| Bandera de ? | Bandera de ? |        | 3   |
| Bandera de ? | Bandera de ? |        | 4   |
| Bandera de ? | Bandera de ? |        | 5   |
| Bandera de ? | Bandera de ? |        | 6   |
| Bandera de ? | Bandera de ? |        | 7   |
| Bandera de ? | Bandera de ? |        | 8   |
| Bandera de ? | Bandera de ? |        | 9   |
| Bandera de ? | Bandera de ? |        | 10  |
| Bandera de ? | Bandera de ? |        | 11  |
| Bandera de ? | Bandera de ? |        | 12  |
| Bandera de ? | Bandera de ? |        | 13  |
| Bandera de ? | Bandera de ? |        | 14  |
| Bandera de ? | Bandera de ? |        | 15  |
| Bandera de ? | Bandera de ? |        | 16  |

| Jugadoras    | Jugadoras    | Clasif | N.º |
| ------------ | ------------ | ------ | --- |
| Bandera de ? | Bandera de ? |        | 1   |
| Bandera de ? | Bandera de ? |        | 2   |
| Bandera de ? | Bandera de ? |        | 3   |
| Bandera de ? | Bandera de ? |        | 4   |
| Bandera de ? | Bandera de ? |        | 5   |
| Bandera de ? | Bandera de ? |        | 6   |
| Bandera de ? | Bandera de ? |        | 7   |
| Bandera de ? | Bandera de ? |        | 8   |
| Bandera de ? | Bandera de ? |        | 9   |
| Bandera de ? | Bandera de ? |        | 10  |
| Bandera de ? | Bandera de ? |        | 11  |
| Bandera de ? | Bandera de ? |        | 12  |
| Bandera de ? | Bandera de ? |        | 13  |
| Bandera de ? | Bandera de ? |        | 14  |
| Bandera de ? | Bandera de ? |        | 15  |
| Bandera de ? | Bandera de ? |        | 16  |

### Dobles mixto
| Jugadores        | Jugadores    | N.º |
| ---------------- | ------------ | --- |
| Jessica Pegula   | Jack Draper  | 1   |
| Elena Rybakina   | Taylor Fritz | 2   |
| Iga Świątek      | Casper Ruud  | 3   |
| Amanda Anisimova | Holger Rune  | 4   |

## Invitados
| - Nishesh Basavareddy - Darwin Blanch - Tristan Boyer - Stefan Dostanic - Emilio Nava - Valentin Royer - Tristan Schoolkate - Eliot Spizzirri | - Alyssa Ahn - Caroline Garcia - Talia Gibson - Valerie Glozman - Caty McNally - Clervie Ngounoue - Julieta Pareja - Venus Williams |

| Dobles masculino / / / / / / / | Dobles femenino / / / / / / / |

### Dobles mixto
- Olga Danilović /  Novak Djokovic
- Sara Errani /  Andrea Vavassori
- Caty McNally /  Lorenzo Musetti
- Naomi Osaka /  Gaël Monfils
- Emma Raducanu /  Carlos Alcaraz
- Taylor Townsend /  Ben Shelton
- Venus Williams /  Reilly Opelka

## Clasificación
Las competiciones clasificatorias tendrán lugar en el Centro Nacional de Tenis USTA Billie Jean King del 18 al 21 de agosto de 2025.
| Clasificación masculina Artículo principal: Anexo:Clasificación al Abierto de Estados Unidos 2025 (individual masculino) Lucky loser | Clasificación femenina Artículo principal: Anexo:Clasificación al Abierto de Estados Unidos 2025 (individual femenino) Lucky loser |

## Campeones defensores
| Evento                      | Campeones de 2024                  | Campeones de 2025           |
| --------------------------- | ---------------------------------- | --------------------------- |
| Individual masculino        | Jannik Sinner                      | Bandera de ?                |
| Individual femenino         | Aryna Sabalenka                    | Bandera de ?                |
| Dobles masculino            | Max Purcell Jordan Thompson        | Bandera de ? · Bandera de ? |
| Dobles femenino             | Lyudmyla Kichenok Jeļena Ostapenko | Bandera de ? · Bandera de ? |
| Dobles mixto                | Sara Errani Andrea Vavassori       | Bandera de ? · Bandera de ? |
| Individual júnior masculino | Rafael Jódar                       | Bandera de ?                |
| Individual júnior femenino  | Mika Stojsavljevic                 | Bandera de ?                |
| Dobles júnior masculino     | Maxim Mrva Rei Sakamoto            | Bandera de ? · Bandera de ? |
| Dobles júnior femenino      | Malak El Allami Emily Sartz-Lunde  | Bandera de ? · Bandera de ? |

## Campeones

### Sénior

#### Individual masculino
contra 

#### Individual femenino
contra 

#### Dobles masculino
/  contra  / 

#### Dobles femenino
/  contra  / 

#### Dobles mixto
/  contra  / 

### Júnior

#### Individual masculino
contra 

#### Individual femenino
contra 

#### Dobles masculinos
/  contra  / 

#### Dobles femeninos
/  contra  / 

### Silla de ruedas

#### Individual masculino
contra 

#### Individual femenino
contra 

#### Dobles masculino
/  contra  / 

#### Dobles femenino
/  contra  / 

#### Individual Quad
contra 

#### Dobles Quad
/  contra  / 